# Ne nous soumets pas à la tentation
 (décembre 2018).
- Si vous ne connaissez pas le sujet, laissez ce bandeau (vous pouvez alors contacter les auteurs).
- Si vous supprimez le contenu mis en cause (vous pouvez préalablement contacter les auteurs),

argumentez précisément cette suppression dans la page de discussion
(un manque de référence n'est pas un argument ; une recherche réelle de référence doit avoir été effectuée, être formellement documentée).
Ne nous soumets pas à la tentation est la sixième demande et avant-dernier verset du Notre Père, dans sa traduction française dite « œcuménique » employée par les chrétiens de 1966 à 2017. Elle est le fruit d'une commission liturgique œcuménique francophone réunie en 1965, à laquelle participèrent le pasteur lausannois Pierre Bonnard (1911-2003) et le père bénédictin Belge du prieuré Saint-André de Clerlande Jacques Dupont (1915-1998), probables responsables de l'acceptation de la formule. Il semblerait qu'elle ait été utilisée la première fois par un "anonyme protestant" en 1922. Elle apparaît pour la première fois dans la traduction de la Bible (dite du Centenaire ) éditée à partir de 1916 par la Société biblique protestante de Paris (à l'occasion de son centenaire). Plus précisément dans l'Évangile selon Matthieu (6,13), traduit par Maurice Goguel et publié en 1928. La traduction de cette formule est un sujet de débat au sein des Églises catholique et orthodoxe francophone. 
Certains orthodoxes ont tranché récemment et renoncé en 2004 à la traduction œcuménique. Le livre de J-M Gourvil, orthodoxe, présente les questions posées par la traduction œcuménique de la 6e demande. L'idée que Dieu pourrait vouloir tenter une personne pour la faire pécher paraît critiquable à certains théologiens. 
Finalement, le 12 juillet 2013, le Vatican approuve la publication d'une nouvelle traduction en français de la Bible liturgique, où la formule est désormais : « Et ne nous laisse pas entrer en tentation ». Cette traduction est effective dans la liturgie depuis le premier dimanche de l'Avent 2017.

## La difficulté de la traduction française
Le verbe employé dans le texte original grec, εἰσενέγκῃς / eisenégkêis, de εἰσφέρω / eisphérô signifie « introduire, amener dans, induire à ». De même, dans le texte latin, inducere in, signifie aussi bien « faire entrer » (dans quelque chose) que « entraîner à » (quelque chose).
Ainsi, certains pensent que la phrase veut dire : « Ne nous abandonne pas lors du grand jugement ». Jusque dans les années 1970, la traduction catholique (non officielle) en était : « Ne nous laissez pas succomber à la tentation ».
La plupart des versions françaises de l'horologion byzantin, dans l'Église orthodoxe, traduit « Ne nous soumets pas à l’épreuve ». En 2013, la nouvelle traduction de l'Église catholique est : « Et ne nous laisse pas entrer en tentation », entrée dans le Missel à l'Avent 2017 en France et à l'Avent 2018 au Canada.

## Le problème posé par le choix de la formule œcuménique
L'expression grecque peut avoir deux sens assez différents, qui peuvent expliquer certaines confusions dans l'esprit des chrétiens.

### La tentation au sens passif ("être tenté")
La tentation du mal fait partie du plan de Dieu pour les justes, d'après les écritures. « Dieu les a mis à l'épreuve et il les a trouvés dignes de lui ; comme l'or au creuset, il les a éprouvés, comme un parfait holocauste, il les a agréés » (Sagesse, 3) Même Jésus, puisqu'il était humain, a été tenté en toutes choses comme tel, mais sans jamais pécher (He 4:15). « Aucune tentation ne vous est survenue qui n'ait été humaine, et Dieu, qui est fidèle, ne permettra pas que vous soyez tentés au-delà de vos forces : mais avec la tentation il préparera aussi le moyen d'en sortir, afin que vous puissiez la supporter » (1Co 10:13). On retrouve cette même idée dans L'Imitation de Jésus-Christ : « Je continue de visiter mes élus de deux manières: par la tentation, et par la consolation ».
Pour le chrétien convaincu, le problème dans ce passage n'est donc pas que l'épreuve soit permise par Dieu, mais au contraire l'idée de demander à Dieu de ne pas conduire son fidèle quelque part : si Dieu l'y conduit, n'est-ce pas bon pour lui ? Le psaume 23 se fait l’écho de cette certitude : « Le Seigneur est mon berger : je ne manque de rien. Sur des prés d’herbe fraîche, il me fait reposer. Il me mène vers les eaux tranquilles et me fait revivre ; j’habiterai la maison du Seigneur pour la durée de mes jours. »
La première clef du passage est que la « tentation » n'est pas nécessairement la « convoitise » (au sens commun) ou  même l'épreuve, mais au sens étymologique, tout ce qui retient : « teneo, tenere, tentum », c'est la même racine que « tenir », « rétention ». La convoitise est certainement une épreuve, et l'épreuve peut conduire à une tentation-rétention, mais de deux manières. Celui qui n'a pas résisté à l'épreuve se trouve bloqué par son échec ; mais aussi, plus subtilement, celui qui craint l'épreuve se trouve bloqué par sa propre peur. Dans les deux cas, il faut retrouver les moyens d'avancer.
La deuxième clef du passage est que pour le chrétien, même si Dieu l'accompagne comme un berger fidèle, l'Homme est libre : il est maître de son destin. Et quand l'Homme mène sa barque, avec ses moyens limités, il lui arrive de se bloquer lui-même. Pour s'en sortir, il prie Dieu de le guider : le Berger intervient sur les brebis bloquées par les ronces.
Ce que les chrétiens demandent ici à Dieu, c'est — dans ce cas — de ne pas les laisser s'enfoncer (inducere) dans leur propre enfermement (tentationem), mais de leur donner les moyens de s'en sortir. Cette demande est prolongée par celle du dernier verset, « délivre-nous du Mal ». Le « mal » dans l'absolu n'est pas telle ou telle interdiction, mais d'une manière générale tout ce qui éloigne de Dieu. Ici, de même, le chrétien demande d'être délivré de ce qui le retient d'aller vers Dieu.
« Dans l'épreuve de la tentation, que personne ne dise : "Ma tentation vient de Dieu." Dieu en effet ne peut être tenté de faire le mal, et lui-même ne tente personne » (Jc 1, 13).
Lorsque nous demandons « Ne nous soumets pas à la tentation », nous exprimons notre conscience que « l'ennemi ne peut rien contre nous, si Dieu ne l'a pas d'abord permis. Ainsi nous devons mettre entre les mains de Dieu nos craintes, nos espérances, nos résolutions, puisque le démon ne peut nous tenter qu'autant que Dieu lui en donne le pouvoir ».

### La tentation au sens actif ("tenter")
Le terme grec πειρασμός a souvent dans la Bible un sens particulier, qui fait allusion au passé historique d'Israël, quand il mettait Dieu à l'épreuve (ainsi Ps. 78:56, cf. Ex 17:2-7, Nb. 14:22, Dt. 6:16, Is. 7:12 etc.). Il a alors le sens de "révolte", qui peut être préféré dans le contexte du Notre-Père, juste avant la demande d'être délivré du Malin (ou du Mauvais), c'est-à-dire du Tentateur, qui pousse à la révolte. La demande contre la tentation revient, de ce point de vue, à demander de ne pas se trouver dans une situation de fragilité qui nous expose à la tentation du Mauvais. Toute tentation, quand elle est inspirée par le Mauvais, est donc, selon le Notre-Père, une mise à l'épreuve de Dieu.

## Une traduction sémitisante
Dans la Bible traduite par André Chouraqui à partir de l'original grec, mais en cherchant à reconstituer des tournures sémitiques possiblement employées par Jésus à l'origine, on peut se faire une autre idée des versets de Luc:
2.     Il leur dit: « Quand vous priez, dites:
Père, ton nom se consacre; ton règne vient.
3.     Donne-nous chaque jour notre part de pain !
4.     Remets-nous nos fautes,
puisque nous aussi nous les avons remises à tous nos débiteurs.
Et ne nous fais pas pénétrer dans l’épreuve ! »
Et celui de Matthieu:
9.     Vous donc, priez ainsi:
« Notre père des ciels, ton nom se consacre,
10.     ton royaume vient, ton vouloir se fait, comme aux ciels sur la terre aussi.
11.     Donne-nous aujourd’hui notre part de pain.
12.     Remets-nous nos dettes, puisque nous les remettons à nos débiteurs.
13.     Ne nous fais pas pénétrer dans l’épreuve,
mais délivre-nous du criminel. »